# トゥルネー

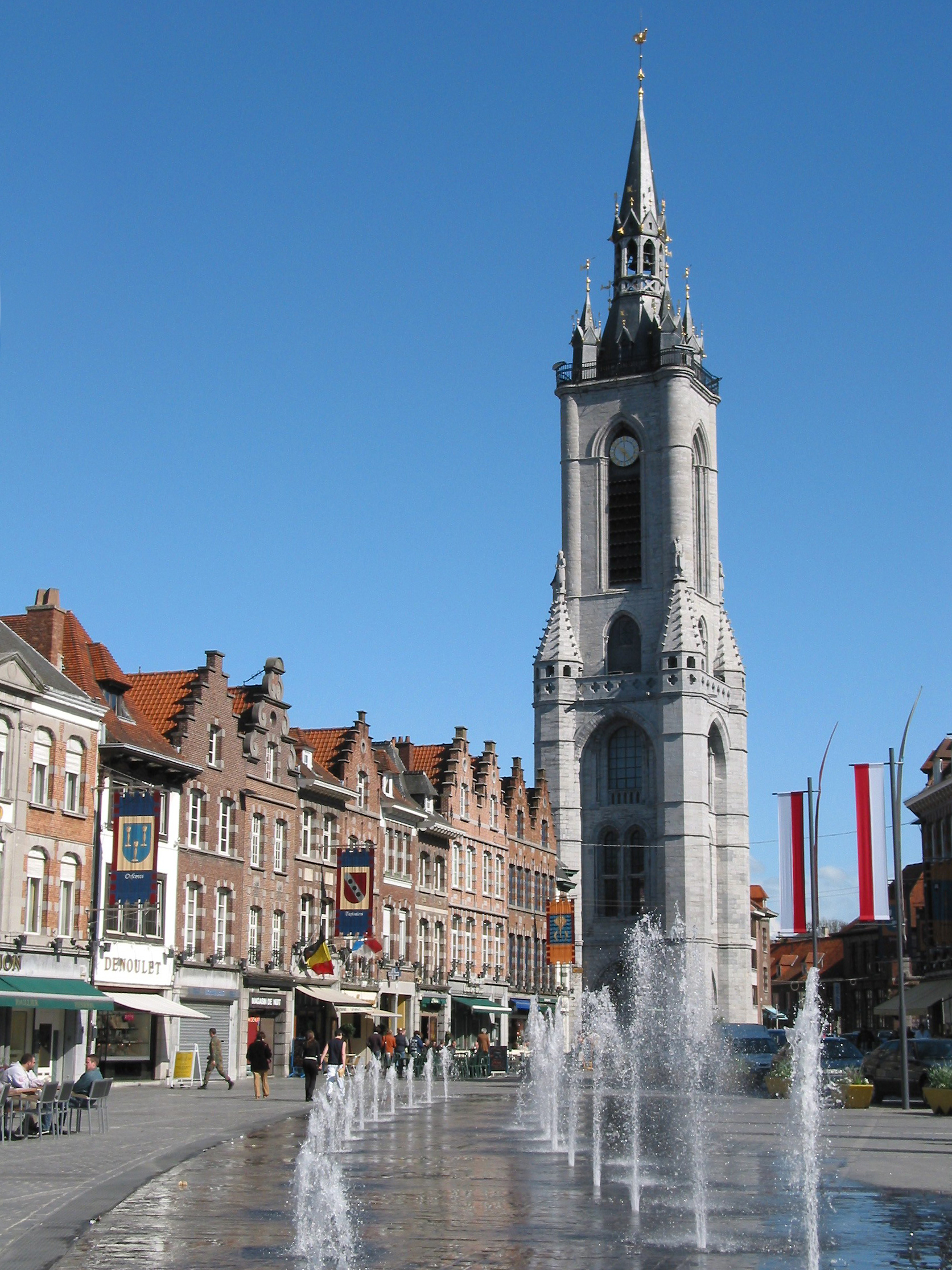
トゥルネー

トゥルネー（フランス語: Tournai [tuʁnɛ]、ピカルディ語: Tornai、ワロン語: Tornè [tɔʀnɛ] ( 音声ファイル)）、ドールニク（オランダ語: Doornik [ˈdoːrnɪk] ( 音声ファイル)）は、ベルギーのワロン地域、エノー州、トゥルネー＝ムクロン行政区の市。面積213.75平方キロメートル、人口67,341人（2004年1月）。ベルギー最古の町であり、フランク王国初代のクローヴィス1世が生まれた地であるため、フランス揺籃の地とも言われる。世界遺産も2件登録されている。フランス国境に近い。

## 歴史
2000年前にローマ帝国の兵営都市トゥルナカム（ラテン語: Tornacum）として建設され、5世紀にフランク人サリ族が占領、その都となった。クロヴィス1世はこの町で生まれ、父王キルデリク1世の墓が1653年に発掘されている。6世紀にはフランク王国の都市として司教座が設置された。
11世紀にはフランドル伯が占領して城塞を築いたが、その後カペー朝フランスに臣従している。やがてブルゴーニュ公国の支配下からスペイン・ハプスブルク朝の支配に移った。イングランドに支配されたこともある。
15世紀から16世紀にはタペストリー生産が黄金時代を迎えた。1667年、ネーデルラント継承戦争でフランス王国が占領したが、スペイン継承戦争ではオーストリア軍が奪回し、オーストリア領となる。18世紀には陶磁器の生産で栄えた。
フランス革命戦争時に再びフランスが占領し、その後成立したオランダ王国の一部となったが、1830年のベルギー王国成立によりベルギー領となった。第一次世界大戦ではドイツ軍に占領され、大戦末期に連合軍との間で戦場となっている。第二次世界大戦では1940年5月にドイツ空軍の大空襲を受け、再びドイツに占領された。

## 観光
- 鐘楼 (Beffroi) - 1188年に建設が始まったベルギー最古の鐘楼。「ベルギーとフランスの鐘楼群」の一部として、1999年に世界遺産に登録された。
- ノートルダム大聖堂 - 美しい5つの塔をもつ12世紀から建造が始まった大聖堂。2000年に世界遺産に登録された。
- トゥルネー美術館 - 1928年開館。アールヌーヴォーの巨匠ヴィクトル・オルタ設計の建物。
- トゥルネー市タペストリー織物博物館 (Musée de la Tapisserie et des Arts du Tissu) - 1990年開館。
- 考古博物館 (Musée d'Archeologie) - 古代ローマ時代やメロヴィング朝時代の遺物を展示

## 交通
- ブリュッセル中央駅から国鉄で約1時間。
- フランス北部の町リールから国鉄で20分。